# Quirin Moll
Quirin Moll (Dachau, 21 gennaio 1991) è un calciatore tedesco, centrocampista svincolato.

## Palmarès

### Club

#### Competizioni nazionali
- 3. Liga: 1

Dinamo Dresda: 2015-2016